# Lodovico Gasparini
Lodovico Gasparini (* 1948 in Madrid, Spanien) ist ein italienischer Regisseur.

## Leben
Gasparini studierte in Frankreich Philosophie und schloss in Politikwissenschaften ab, bevor er an der Accademia di Arte Drammatica sich dem Film zuwandte, was er auch durch Kursen an der University of Southern California weiter verfolgte. 1974 begann er dann als Regie- und Schnittassistent für u. a. Steno, Mario Monicelli und Marco Ferreri. 1982 debütierte er als Kinoregisseur mit dem interessanten komischen Giallo No, grazie, il caffè mi rende nervosa. Nachdem vier Jahre später Italian Fast Food enttäuschte, wandte sich Gasparini dem Fernsehen zu.
Dort gelangen ihm mit Oggi ho vinto anch'io und Voglia di vivere gleich bemerkenswerte Filme zu bedeutenden Themen; seit den 1990er Jahren drehte er kommerziellere Stoffe in teils sehr aufwändiger Produktion. Seine dreistündige Biografie über Soraya fand 2003 starke Beachtung.

## Filmografie (Auswahl)
- 1982: No, grazie, il caffè mi rende nervosa
- 1986: Heiß, scharf und knusprig (Italian Fast Food)
- 1989: Unser Kind soll leben (Voglia di vivere) (Fernsehfilm)
- 2000: Bernadette von Lourdes (Lourdes) (Fernsehfilm)
- 2003: Soraya (Soraya) (Fernsehfilm)
- 2010: La leggenda del bandito e del campione (Fernseh-Miniserie)
- 2011: Sarò sempre tuo padre (Fernsehfilm)